# 斯通港 (新澤西州)
斯通港（英語：Stone Harbor）是位於美國新澤西州開普梅縣的自治市鎮。

## 人口
根據2020年美國人口普查的數據，斯通港的面積為5.68平方千米，當中陸地面積為3.68平方千米，而水域面積為2.00平方千米。當地共有人口796人，而人口密度為每平方千米140人。